# Хом'як і Ґретель
«Хом'як і Ґретель» (англ. «Hamster & Gretel») — американський мультсеріал від творця «Фінеаса і Ферба», Дена Повенмаєра для «Disney Channel». Прем'єра відбулася 12 серпня 2022 року.

## Сюжет
16-річний хлопець Кевін везе свою молодшу сестру Ґретель до школи, коли вона та її домашній хом'як отримують супер-здібності від інопланетян і тепер вони супергерої, які стоять на варті свого міста…

## Персонажі

### Головні
- Ґретель Грент-Гомез (озвучила Meli Povenmire)[4] — Молодша сестра Кевіна, яка отримує суперздібності.
- Кевін Грент-Гомез (озвучив Майкл Чіміно)[4] — 16-річний старший брат Гретель, який не отримав суперздібностей, але допомогає Хом'якові і Гретель у їхніх пригодах.
- Хом'як (озвучив Бек Беннетт)[4] — домашній хом'як Кевіна і Гретель, якого так і звати Хом'як. Отримав суперздібності серед яких властивість розмовляти.
- Фред (озвучила Джої Кінг)[4] — кузина Кевіна і Гретель. Виконує роль технічної підтримки команди.
- Дейв Грент-Гомез (озвучив Мет Джонс)[4] — батько Кевіна і Гретель. Його змальовоно з творця шоу, Дена Повенмаєра.
- Кароліна Грент-Гомез (озвучила Кароліна Раваса)[4] — мати Кевіна і Гретель. Має виразний іспанський акцент.

### Другорядні
- Бейлі (озвучує Прія Ферґюсон)[5] — краща подруга Гретель, і палка фанатка супергероїні Гретель. Вона не знає, що це одна і та сама людина.
- Вероніка Гілл (озвучила Ліза Коші)[5] — журналістка «Action News», яка завжди там де Хом'як і Гретель.
- Лорейн/The Destructress і Лайл/FistPuncher (озвучені Елісон Стоунер і Броком Пауелом)[5] — дует сестри і брата, суперлиходіїв.
- Хіромі (озвучила Хіромі Деймс) — дівчина з магазину коміксів, в котру закоханий Кевін[6]
- Прибульці (озвучені Деном Повенмаєром і Джоанною Хоусмен) — прибульці які надають суперздібності земним мешканцям. Серед яких Хом'як, Ґретель, Лорейн і Лайл.